# 佩克沙农村居民点
佩克沙农村居民点（俄语：Пекшинское сельское поселение）是俄罗斯联邦弗拉基米尔州佩图什基区所属的一个农村居民点。其下辖有57个居民点，行政中心为佩克沙。据2016年统计，该农村居民点的人口为4750人。